# Tresus nuttallii
Tresus nuttallii är en musselart som först beskrevs av Conrad 1837.  Tresus nuttallii ingår i släktet Tresus och familjen Mactridae. Inga underarter finns listade i Catalogue of Life.